# Михаїл (Єрмаков)
Митрополит Михаїл (світське ім'я — Василій Федорович Єрмаков, рос. Василий Фёдорович Ермаков; *31 липня 1862 — †30 березня 1929) — церковний діяч.

## Біографія
- Народився у м. Санкт-Петербург Російської імперії (тепер — Російська Федерація). Навчався у Київському реальному училищі, потім — у Київській духовній семінарії. В 1887 р. закінчив Київську духовну академію зі ступенем кандидата богословських наук. 19 червня того ж року прийняв обіти чернечого стану, хіротонізований (рукоположений) на ієромонаха. Викладав у Київській та Орловській духовних семінаріях і Санкт-Петербрзькій духовній академії. У 1888 р. — інспектор Орловської духовної семинариї, у 1890 р. — інспектор Санкт-Петербурзької духовної Академії. У 1891 р. отримав сан Архімандрита.
- З 1893 р. — ректор Могильовської духовної семінарії, а з часом — Волинської духовної семінарії. 20 жовтня 1899 р. — єпископ Новгород-Сіверський, вікарій Чернігівської єпархії (у тому ж році став єпископом Ковенським у Прибалтиці, вікарій Литовської єпархії).
- З 6 вересня 1903 р. — єпископ Омський і Семипалатинський; 9 грудня 1905 р. — єпископ Гродненський і Брестський (тепер — Білорусь). З 1910 р. — єпископ Черкаський, вікарій Київської єпархії. 14 травня 1911 р. — нагороджений коштовною панагією. 6 травня 1912 р. — архієпископ Гродненський і Брест-Литовський. Відомий був своєю активною політичною участю у «чорносотенному русі»[1]. Отримував і державні нагороди: орден святого Володимира III ступеня (1900 року), святої Ганни I ст. (1903 р.), св. Володимира II ст. (1907 р.).
- У 1915 р. — нагороджений діамантовим хрестом для клобуку. Перед окупацією німецьким військом м. Гродно — переїхав до м. Москви.
- У 1917–1918 р. був учасником Всеросійського помісного собору в місті Москва, де його призначили з 1919 р. керувати Київською єпархією в Українській Народній Республіці (УНР). Але у травні 1920 р. собор Української автокефальної православної церкви (УАПЦ) не визнав його митрополитом Київським і Галицьким. Натомість, офіційно був номінований митрополитом Київським з 1918 року Антоній Храповицький.
- У січні-лютому 1921 р. він брав участь у синоді РПЦ Московської патріархії і одержав там титул «патріаршого екзарха Російської православної церкви Московської патріархії для України», та був зведений у сан митрополита (але не «Київського і Галицького»). Сам митрополит Михаїл (Єрмаков) з приводу свого призначення у Київ на допиті у листопаді 1925 р. пояснив: «Я був призначений патріархом не митрополитом, а тимчасово керуючим Київською митрополією і екзархом України».[2] При цьому офіційним митрополитом Київським і Галицьким залишався Антоній Храповицький який перебував в еміграції.

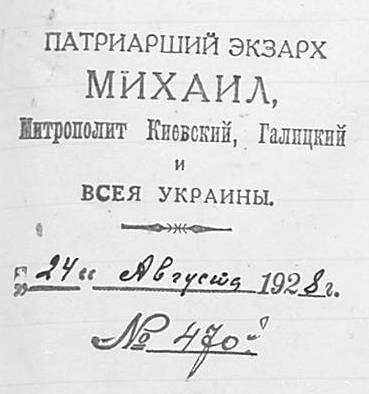
Штамп митрополита Михаїла (Єрмакова), 1928 рік

У лютому у новоутвореній Єпископській раді України серед заполітизованого, проросійськи налаштованого духівництва, з 28 серпня 1921 р. стає керівником, де проводив у Києві без перерви засідання. Першим їхнім актом було намагання позбавити всіх священнослужителів української автокефалії духовного достоїнства (сану), відлучити від російської автокефалії саме українських парафіян (мирян) за їх спілкування з українським духівництвом УАПЦ. З цією екзекуційною метою 19 жовтня 1921 р. він особисто відвідав Перший Всеукраїнський Православний собор УАПЦ (у храмі святої Софії в Києві), де вороже виступив проти собору і проголошеної на ньому УАПЦ. При тому категорично заперечував використання українцями української рідної їм мови у Церкві у власній державі УНР. Дискримінаційними заявами виступив проти висвячення в Церкві священиків саме з українців, кадрова політика за національною ознакою (що суперечить взагалі віровченню християнства). Осуджував канонічно висвячених священиків РПЦ МП українського походження за підтримку УАПЦ — відстоював геополітичну концепцію «російський світ». Задля політичних інтересів Російської імперії маніпулювати релігійним життям в сусідній Україні вплинув на відкликання визнання Вселенським Патріархом ієрархії УАПЦ (Томоса).
- У жовтні 1922 р. розсилав українським архієреям циркулярний указ про перехід Всеукраїнської Православної Церкви (ВПЦ) на засади канонів власне російської автокефалії. Чим засвідчив свої тверді наміри соціологічно сприяти формуванню неукраїнської еліти в Україні. Виступав проти методичного застосування атеїстами технології провокацій на конфлікти, втручання у релігійне життя з метою загострення, розкладу і розколів серед православного духівництва Київщини та Правобережної України: чинив опір роз'єднанню російського духівництва на угруповання «закордонних», «обновленців», «тихоновців», «сергіївців», «йосифлянів» й т.ін., що навмисно організовувалось і використовувалось державними спецслужбами (ВЧК-ОГПУ-НКВС) з метою полегшення подальшого нищення роздрібнених частин Церкви, на задоволення ідеологічних потреб комуністів та проведення масштабного експерименту над народом.
- 5 лютого 1923 р. був заарештований атеїстичними фанатиками комуністичного режиму (НКВС УРСР «ГПУ ДПУ») і у 1924 р. відісланий до Туркестану в Азію. У 1925 р. — архієпископ Тобольський у Сибіру (Росія), того ж року був знову заарештований та ув'язнений радянською владою (НКВС РРФСР «СО ДПУ»). У 1927 р. назначений був на митрополита Київського митрополитом Нижньогородським Сергієм Страгородським, хоча у липні того ж року офіційно не підписував Декларацію митрополита Нижньогородського Сергія Страгородського про визнання існуючої влади та співпрацю духівництва з атеїстичним режимом комуністів, був проти вербування агентури «секретних сотрудників» (сексотів) з числа церковнослужителів і видачі ними Тайни Сповіді[3]. Але фактично солідаризувався з новою церковною політикою сервілізму. Тому під заступництвом патріарха Сергія (Страгородського) зберіг статус митрополита Київського і екзарха України. Був діяльним членом Тимчасового патріаршого священного синоду. Організував вікаріат у м. Білосток.
- Помер і похований на території храму святої Софії у м. Києві. У спогадах сучасників — він мав характер простий споглядальний, тихий і добрий.